# Corte Madera
Corte Madera je město v okrese Marin County ve státě Kalifornie ve Spojených státech amerických.
K roku 2010 zde žilo 9 253 obyvatel. S celkovou rozlohou 11,410 km² byla hustota zalidnění 810 obyvatel na km².